# 列宁选集
《列宁选集》是由中共中央马克思、恩格斯、列宁、斯大林著作编译局编辑、人民出版社出版的一套文集，收集了无产阶级革命家列宁在各个时期的重要著作。第一版是于1960年编辑出版的，第二版于1972年出版，第三版于2012年出版，均有四卷。

## 内容
选集分为四卷，第一卷为1894至1907年的著作，第二卷为1908至1917年的著作，第三卷为1917至1919年的著作，第四卷为1919至1923年的著作。